# Хертогенбос
Хертогенбос е град в Нидерландия. Населението му е 141 893 жители (2012 г.), а площта му е 91,26 кв. км. Намира се в часова зона UTC+1 на 80 км южно от Амстердам. Името на града е холандско и означава „Гората на херцога“. Холандците рядко използват официалното име, а на разговорен език го наричат само Ден Бос (на български: Гората).